# ニュー東豊
株式会社ニュー東豊（ニューとうほう）は、千葉県我孫子市に事業所を置くタクシー・バス事業者である。千葉県バス協会加盟。
貸切バス事業のほか、乗合バス事業としてコミュニティバスの運行受託を行い、印旛郡栄町の「栄町循環バス」、我孫子市民バス「あびバス」を運行受託している。2000年代後半には一般路線バスも運行していたが、2010年に自社直営路線を廃止して撤退した。

## 概要
タクシー事業、貸切バス事業（観光バス、送迎バス）、乗合バス事業（コミュニティバス受託）、千葉県内の特別支援学校スクールバスなどの運行受託を行う。運輸業のほか、清掃業・ビルメンテナンスとして我孫子市内の公共施設やSBS東芝ロジスティクスの建物管理・清掃を請け負っている。

### 事業所
- 我孫子営業所 - 千葉県我孫子市我孫子
- 柴崎営業所 - 千葉県我孫子市柴崎台
- 栄営業所 - 千葉県印旛郡栄町酒直
- 印西営業所 - 千葉県印西市発作
- 無線センター

## 沿革
- 1989年7月17日 - 会社設立[1]。
- 2006年
  - 9月1日 - 我孫子駅→竜角寺台四丁目に深夜バス運行開始。
  - 10月22日 - 天王台駅 - 川村学園 - 湖北台の路線バス運行開始、認可申請の期日より52日遅れ。
- 2007年
  - 1月4日 - 青山台三丁目、青山台二丁目、青山台四丁目停留所設置。
  - 3月3日 - 時刻改正。土曜・日曜・祝日、年末年始を全便運休とする。
  - 9月3日 - 時刻改正、減便実施。
- 2008年
  - 4月1日 - 時刻改正、運行間隔修正。
  - 10月24日 - 我孫子駅→竜角寺台四丁目の深夜バスをこの日をもって運行を休止。
  - 10月25日 - 路線バスの運行本数を縮小。
  - 10月27日 - 時刻改正、大幅の減便実施。
- 2009年2月18日 - この日をもって天王台駅 - 川村学園 - 湖北台の一般路線バスを運行休止、一般路線バス事業を休止。
- 2010年9月30日 - 自社運行していた一般路線バスの全路線を廃止。
- 2017年10月1日 - 我孫子市民バス「あびバス」根戸ルートを今井タクシーから移管される[2]。

## 受託運行

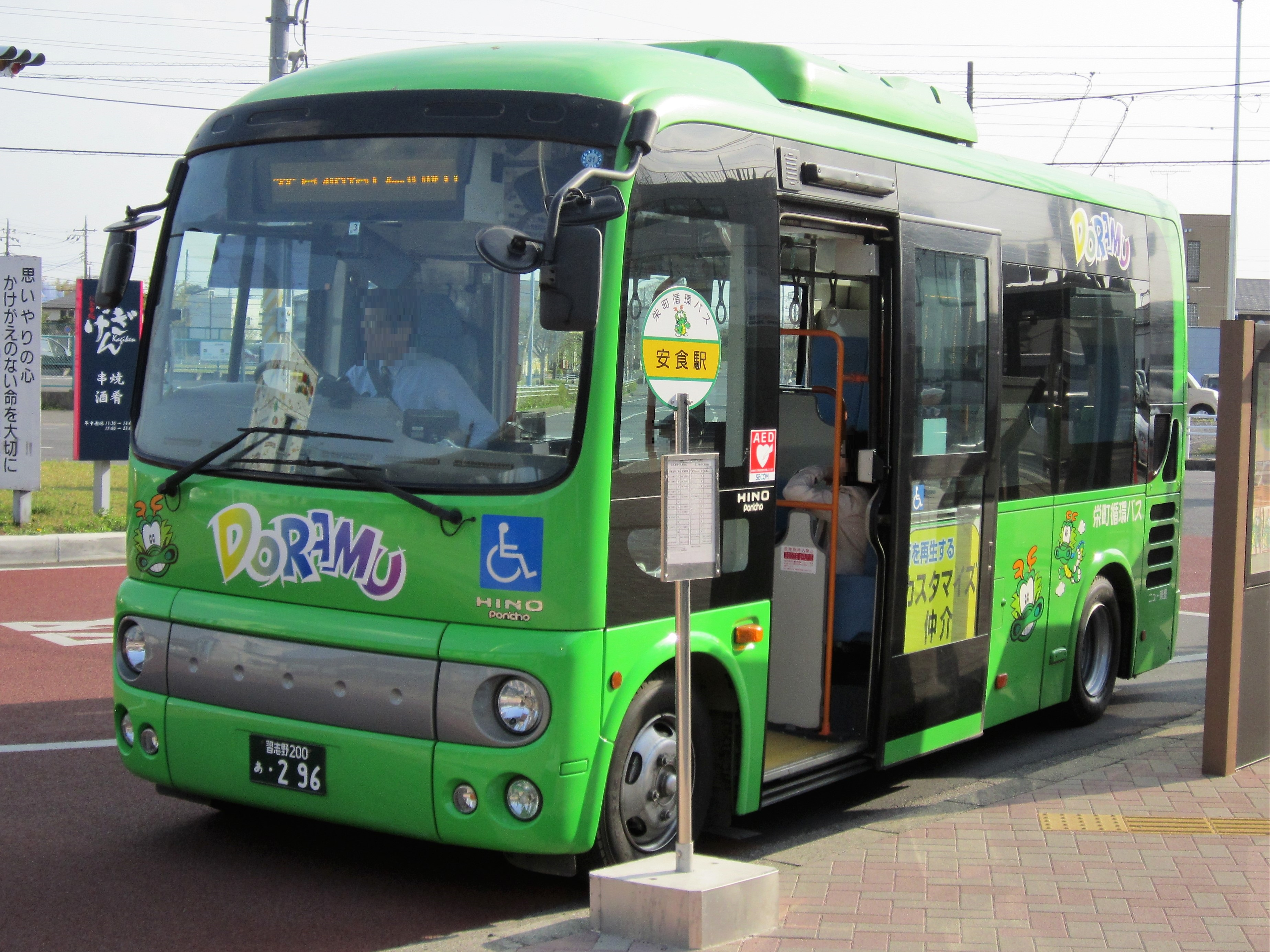
栄町循環バスの専用車両
日野・ポンチョ（ショートボディ）

### コミュニティバス
- 栄町循環バス （千葉県印旛郡栄町）[1]
  - 布鎌循環ルート：安食駅 - 小林駅 - 安食駅
  - 安食循環ルート：安食駅 - 竜角寺台 - 安食駅
- 我孫子市民バス「あびバス」[1][2]
  - 根戸ルート：我孫子駅北口 - あびこショッピングプラザ - 根戸 - グリーンタウン（日中のみ） - 我孫子駅北口[3]
    - 2017年（平成29年）10月1日、今井タクシーから移管[2]。

  - あびバスのその他のルートは、阪東自動車が受託している。

### スクールバス・福祉バス
以下の自治体のスクールバス、福祉バスを受託運行している。
- 千葉県立特別支援学校スクールバス
  - 千葉県立柏特別支援学校[1]
  - 千葉県立野田特別支援学校[1]
  - 千葉県立栄特別支援学校[1]
  - 千葉県立富里特別支援学校[1]
- 我孫子市福祉バス「おおばん号」[1][4]
  - 市内の福祉団体等に福祉バスの貸出をしている[4]。我孫子市が運行するその他の送迎バスについては、あびバス#公共施設送迎バスを参照。
- 我孫子市教育委員会「けやき号」[1]
- 柏市教育委員会スクールバス[1]

## 一般路線バス（廃止）
最終列車時刻の早いJR成田線我孫子支線沿線（我孫子駅→竜角寺台四丁目）を走る深夜バス「夜間運行バス」を2006年9月1日に運行開始し、同社の路線バス営業が開始された。
その後、同年10月22日に我孫子市のNEC我孫子事業場・川村学園女子大学・湖北台団地方面の一般路線バスの運行を開始した。川村学園までの区間は、長年に渡り阪東自動車の路線バスが運行されていたが、当時の阪東自動車の運賃140円より安い130円とし、割引率の高い回数券を準備して競合した。一方で天王台駅 - 川村学園間、天王台駅・中央学院・湖北台間の途中停留所は青山台一丁目のみであった。
当初は深夜バスと同じ9月1日に運行開始する予定であったが、運行開始日が52日間遅れた。ニュー東豊の運行開始を前に、阪東自動車ではこの区間の運賃を130円に値下げし、利用区間限定の割引率の高い回数券を発行するとともに、バスの運行本数も大幅に増発して対抗した。
運行開始後、阪東自動車からの利用客の転移は多くなかった。2007年1月4日、青山台三丁目、青山台二丁目、青山台四丁目にも停留所を開設。その後、同年3月3日のダイヤ改定で土曜・日曜・祝日の全便運休を実施。さらに同年9月3日のダイヤ改定で減便を実施した。これにより朝夕20分間隔、日中40分間隔となる。
2008年10月24日深夜の運行をもって深夜バスを運行休止。栄町公式サイトでは「原油価格の高騰の影響」としている。また天王台駅 - 川村学園 - 湖北駅の一般路線バスについても「陸運局の許可が下り次第運行休止する予定」との予告が各停留所に掲示され、同年10月27日の改定で全時間帯の大幅減便を実施した。
2009年2月18日をもって一般路線バスの運行を休止。2010年9月30日に全路線の廃止を発表した。一般路線バスから撤退するまで、バス共通カードやPASMOなどの乗車カードは導入していない。

### 廃止路線
一般路線（廃止）
- 天王台駅北口 - NEC日本電気前 - 川村学園女子大学
- 天王台駅北口 - NEC日本電気前 - 川村学園女子大学 - 中央学院高校 - 湖北駅南口

天王台駅からの主な普通旅客運賃は、NEC・川村学園130円、中央学院高校160円、湖北台団地・湖北駅180円。
深夜バス（廃止）
- 2006年9月1日から2008年10月24日まで運行されていた。
- 我孫子駅（南口）→天王台駅南口→東我孫子→湖北駅南口→新木駅→布佐駅→印西市役所→木下駅→小林駅→安食駅→酒直台二丁目→竜角寺台四丁目

終電後の深夜運行にもかかわらず、当初は降車専用区間の設定が全くなかったが、その後、布佐駅より先は降車専用の直行方式（クローズドドアシステム）に変更された。それ以外の区間では途中停留所で相互に乗車でき、運賃が詳細に設定されていた。
我孫子駅発24:10〜25:30の間、20分間隔で計5便運行（ただし平日運転、最終便は金曜日のみ運転）であった。
所要時間は全線約75分。終着地到着は25時（深夜1時）以降となる、かなり遅い時間帯の運行であった。
運行開始当初は90分を要していたが、2007年1月のダイヤ改正で大幅な所要時間短縮が図られた。
以前は全5便が竜角寺台四丁目まで運行していたが、2008年4月より第1便・第4便は木下東一丁目止まりに短縮された。

## 車両

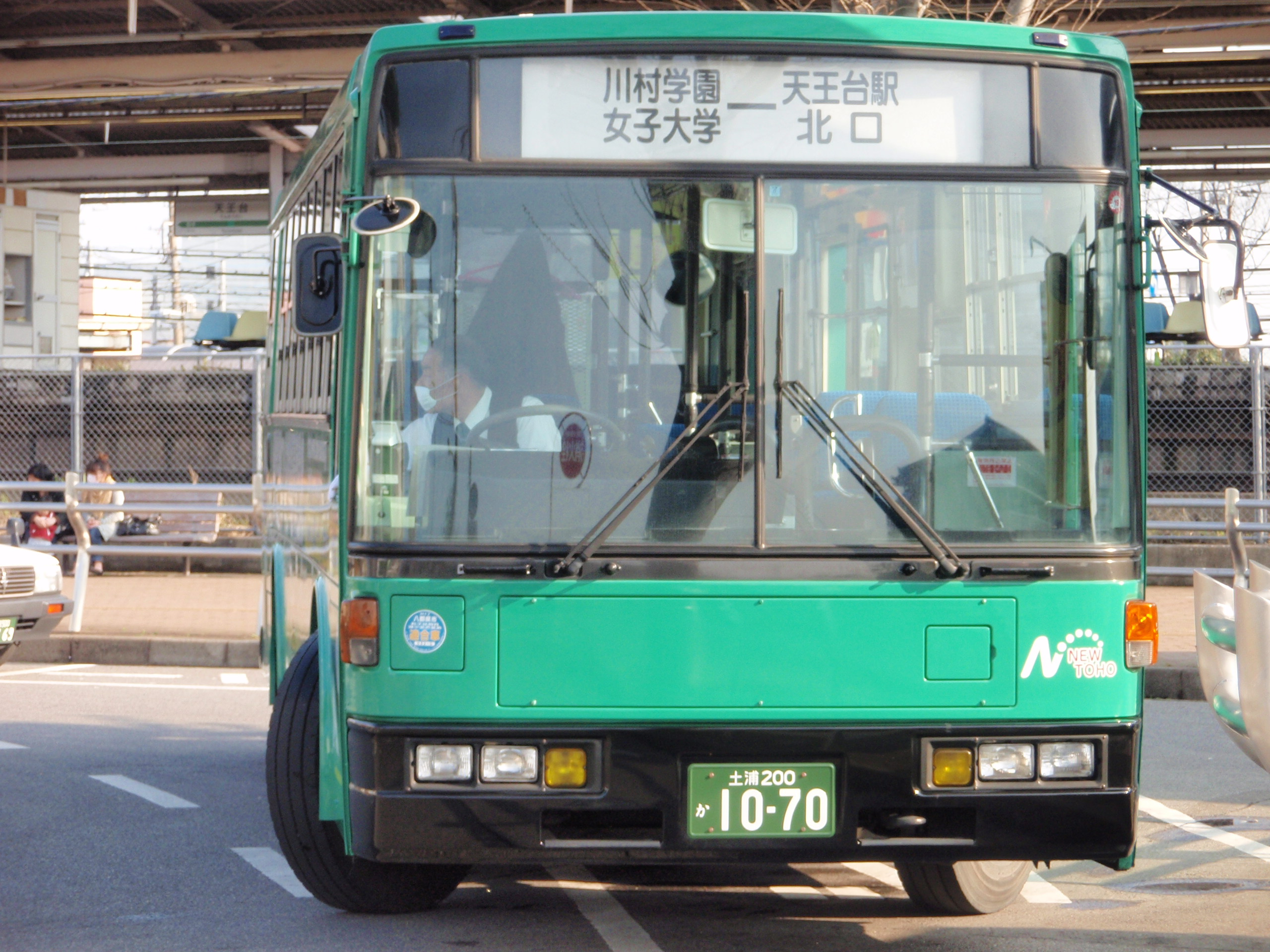
ニュー東豊の一般路線バス車両
（2008年4月、天王台駅にて撮影）

貸切車は、大型車は日野・セレガ、中型車はいすゞ・ガーラミオ、送迎バス用小型車として三菱ふそう・エアロミディMJ（観光型）などを保有する。過去にはP-LV719R (UFC) に富士重工業15型ボディを架装した車両も保有していた。
コミュニティバス用には専用塗装の小型バスやマイクロバスを使用し、栄町循環バスでは日野・ポンチョ（ショートボディ）を使用する。我孫子市民バス「あびバス」根戸ルートではトヨタ・コースター（3代目）を使用しており、専用車両は白地に手賀沼のうなぎをモチーフにした我孫子市マスコットキャラクター「手賀沼のうなきちさん」が描かれ、ラグビーワールドカップ2019記念ナンバープレートが付けられている。緑色のニュー東豊標準カラーのコースターが代走することもあり、その場合は「ABIBUS」のマグネットを付けて走行する。
かつて自社運行していた一般路線バスでは新車はなく、中古のツーステップバスを使用していた。全て関東地方のバス事業者で使用されていた車両で、塗装は緑色のニュー東豊カラーに変更されたものの、屋根は塗り替えられなかったため、移籍元事業者の特定は容易であった。また1台のみ3扉車が在籍していたが、後扉は締切で使用されていなかった。

### バス車庫
車両登録上のバス車庫は、2008年4月初旬までは深夜バスの終点である印旛郡栄町の栄車庫で、登録番号は習志野ナンバーであった。2008年4月中旬頃から茨城県取手市小堀地区に新設した車庫に登録し、順次土浦ナンバーに変更されていた。
そのほか、天王台駅近くの柴崎台（千葉県道8号船橋我孫子線沿い）にも車庫がある。昼間の川村学園線はこの車庫に停泊し出庫することが多かった。なお、柴崎台には阪東自動車の柴崎車庫がある。

## 関連会社
- 有限会社ニューアリビラ
- 豊島運輸有限会社
- 株式会社つくば東豊学園
  - 茨城県つくば市で広域通信制高校「東豊学園つくば松実高等学校」を運営していた。生徒数減少により2020年3月末をもって閉校。